# Acontia hemiglauca
Acontia hemiglauca là một loài bướm đêm trong họ Noctuidae.